# Saxon Warrior
Saxon Warrior, född 26 januari 2015 i Japan, är ett engelskt fullblod, mest känd för att ha segrat i 2000 Guineas (2018). Under tävlingskarriären rivaliserade han ofta med Roaring Lion.

## Bakgrund
Saxon Warrior är en brun hingst efter Deep Impact och under Maybe (efter Galileo). Han föddes upp av Northern Farm, ett stuteri förknippat med Coolmore Stud, och ägdes av Derrick Smith, Sue Magnier & Michael Tabor. Som de flesta Coolmorehästarna, sattes han i träning hos Aidan O'Brien.
Saxon Warrior tävlade mellan 2017 och 2018 och sprang in totalt 1 112 467 pund på 9 starter, varav 4 segrar, 2 andraplatser och 1 tredjeplats. Han tog karriärens största segrar i Beresford Stakes (2017), Racing Post Trophy (2017) och 2000 Guineas (2018).

## Karriär

### Tvååringssäsongen 2017
Saxon Warrior gjorde sin tävlingsdebut i ett maidenlöp över en mile på Curragh den 27 augusti där han reds av O'Briens son Donnacha O'Brien, i ett fält med fjorton hästar. Efter att ha legat i den bakre delen av fältet under större delen av löpet, avancerade han för att ta ledningen, och segrade med tre och en kvarts längd över Meagher's Flag. Fyra veckor senare startade han i grupp 2-löpet Beresford Stakes på Naas Racecourse. I löpet reds han av Ryan Moore, och startade som spelfavorit. Efter att länge ha legat på tredje plats, övertog Saxon Warrior ledningen när han närmade sig upploppet, och segrade med två längder över Delano Roosevelt.
Den 28 oktober startade Saxon Warrior i grupp 1-löpet Racing Post Trophy på Doncaster Racecourse. De största utmanarna var Roaring Lion och Chilean. Saxon Warrior startade som spelfavorit, och tog tidigt ledningen i löpet. I sista sväng tog Roaring Lion ledningen, men Saxon Warrior kontrade på upploppet och segrade med en hals.  Segern var Aidan O'Briens 26:e grupp 1-seger för säsongen, och Saxon Warrior blev med segern förhandsfavorit för 2018 års Epsom Derby.
I den officiella europeiska klassificeringen för 2017 blev Saxon Warrior rankad som den andra bästa tvååringen för säsongen bakom US Navy Flag och framför Roaring Lion.

### Treåringssäsongen 2018
På våren 2018 meddelade Aidan O'Brien att Saxon Warrior förmodligen kommer att göra sin första start som treåring i 2000 Guineas Stakes. Den 5 maj startade han tillsammans med Donnacha O'Brien i 2000 Guineas på Newmarket Racecourse, då Ryan Moore lovat att rida Mendelssohn i Kentucky Derby. Saxon Warrior startade som andrahandsfavorit bakom Masar, och han mötte bland annat Roaring Lion, Gustav Klimt, Elarqam, Expert Eye, James Garfield, Rajasinghe och Cardsharp. Saxon Warrior låg från start en bit bak i fältet, men övertog ledningen efter två furlongs. Han lyckades behålla positionen i resten av löpet, och segrade med en och en halv längd över skällen Tip Two Win.
Den 2 juni startade Saxon Warrior som favorit i 2018 års Epsom Derby. I löpet reds han av Ryan Moore, men snubblade i starten, vilket gjorde att han hamnade långt ner i fältet. Han slutade sedan fyra bakom Masar, Dee Ex Bee och Roaring Lion. Fyra veckor senare på Curragh startade Saxon Warrior som favorit i Irish Derby, men trots hans ständiga avancemang under löpet lyckades han aldrig utmana om segern, och slutade trea.
Saxon Warrior gick sedan ner i distans, och matchades mot äldre hästar i Eclipse Stakes på Sandown Park en vecka senare. Han blev slagen med en hals av Roaring Lion. På York Racecourse den 22 augusti startade han i International Stakes, men blev även här slagen av Roaring Lion, och slutade fyra. I Irish Champion Stakes på Leopardstown tog han ledningen, och gick för seger, men blev omsprungen i sista stegen av sin ständige rival Roaring Lion.
Saxon Warrior visade sig vara halt efter Irish Champion Stakes, och en veterinärundersökning avslöjade en allvarlig skada på böjsenan i hans vänstra framben. Aidan O'Brien meddelade den 16 september att Saxon Warrior skulle avsluta sin tävlingskarriär.

## Stamtavla
| Efter Deep Impact (JPN) 2002 | Sunday Silence (USA) 1986   | Halo                 | Hail to Reason                      |
| Efter Deep Impact (JPN) 2002 | Sunday Silence (USA) 1986   | Halo                 | Cosmah                              |
| Efter Deep Impact (JPN) 2002 | Sunday Silence (USA) 1986   | Wishing Well         | Understanding                       |
| Efter Deep Impact (JPN) 2002 | Sunday Silence (USA) 1986   | Wishing Well         | Mountain Flower                     |
| Efter Deep Impact (JPN) 2002 | Wind In Her Hair (IRE) 1991 | Alzao (USA)          | Lyphard                             |
| Efter Deep Impact (JPN) 2002 | Wind In Her Hair (IRE) 1991 | Alzao (USA)          | Lady Rebecca (GB)                   |
| Efter Deep Impact (JPN) 2002 | Wind In Her Hair (IRE) 1991 | Burghclere (GB)      | Busted                              |
| Efter Deep Impact (JPN) 2002 | Wind In Her Hair (IRE) 1991 | Burghclere (GB)      | Highclere                           |
| Undan Maybe (IRE) 2009       | Galileo 1998                | Sadler's Wells (USA) | Northern Dancer (CAN)               |
| Undan Maybe (IRE) 2009       | Galileo 1998                | Sadler's Wells (USA) | Fairy Bridge                        |
| Undan Maybe (IRE) 2009       | Galileo 1998                | Urban Sea (USA)      | Miswaki                             |
| Undan Maybe (IRE) 2009       | Galileo 1998                | Urban Sea (USA)      | Allegretta (GB)                     |
| Undan Maybe (IRE) 2009       | Sumora 2002                 | Danehill (USA)       | Danzig                              |
| Undan Maybe (IRE) 2009       | Sumora 2002                 | Danehill (USA)       | Razyana                             |
| Undan Maybe (IRE) 2009       | Sumora 2002                 | Rain Flower          | Indian Ridge                        |
| Undan Maybe (IRE) 2009       | Sumora 2002                 | Rain Flower          | Rose of Jericho (USA) (Family: 1-t) |